# 齐鲁医药学院
齐鲁医药学院位于中华人民共和国山东省淄博市，是隶属于国有企业山东省商业集团有限公司的一所民办全日制普通本科院校，其前身是创建于1995年11月的山东万杰医学院（筹）。2015年4月，原山东万杰医学院经中华人民共和国教育部批准更名为齐鲁医药学院。

## 机构设置

### 党政群团
- 党委办公室
- 组织部
- 宣传部
- 统战部
- 纪委
- 工会
- 团委

### 行政部门
- 办公室
- 人事处
- 监察处
- 审计处
- 教务处
- 科研处
- 学生工作处
- 财务处
- 招生办
- 资产管理处
- 后勤管理处
- 安全保卫处
- 图书信息中心

### 教学单位
- 临床医学院
- 药学院
- 护理学院
- 商学院(教学地点位于山东商业职业技术学院)
- 口腔医学系
- 医学影像系
- 医学检验系
- 基础医学教学部
- 公共课教学部
- 重点实验室

### 附属医院
- 淄博市第一医院
- 北大医疗淄博医院
- 淄博万杰肿瘤医院
- 中国人民解放军第一四八医院
- 桓台县人民医院
- 新汶矿业集团中心医院
- 淄川区医院
- 张店区人民医院
- 临沂罗庄中心医院